# George Villiers, 4. hrabě z Clarendonu
George William Frederick Villiers, 4. hrabě z Clarendonu (George William Frederick Villiers, 4th Earl of Clarendon, 4th Baron Hyde of Hindon) (12. ledna 1800, Londýn – 27. června 1870, Londýn) byl britský diplomat a státník ze starobylého šlechtického rodu Villiersů. Patřil k výrazným osobnostem Liberální strany 19. století, osvědčil se především jako diplomat a celkem třikrát byl britským ministrem zahraničí, ještě předtím zastával funkci místokrále v Irsku.

## Mládí
Pocházel z významného šlechtického rodu Villiersů, jeho otec George Villiers (1759-1827) byl dlouholetým členem Dolní sněmovny a vrchním intendantem námořnictva. Vystudoval v Cambridge a po absolvování univerzity působil jako atašé v Petrohradě (1820–1823). V letech 1823–1833 byl komisařem celního úřadu, v roce 1831 byl mimořádným vyslancem ve Francii. V letech 1833–1839 byl vyslancem v Madridu, kde měl důležitou úlohu v době španělské občanské války. Mezitím po strýci zdědil titul hraběte z Clarendonu a vstoupil do Sněmovny lordů (1838), kde jako aktivní řečník obhajoval vládní politiku.

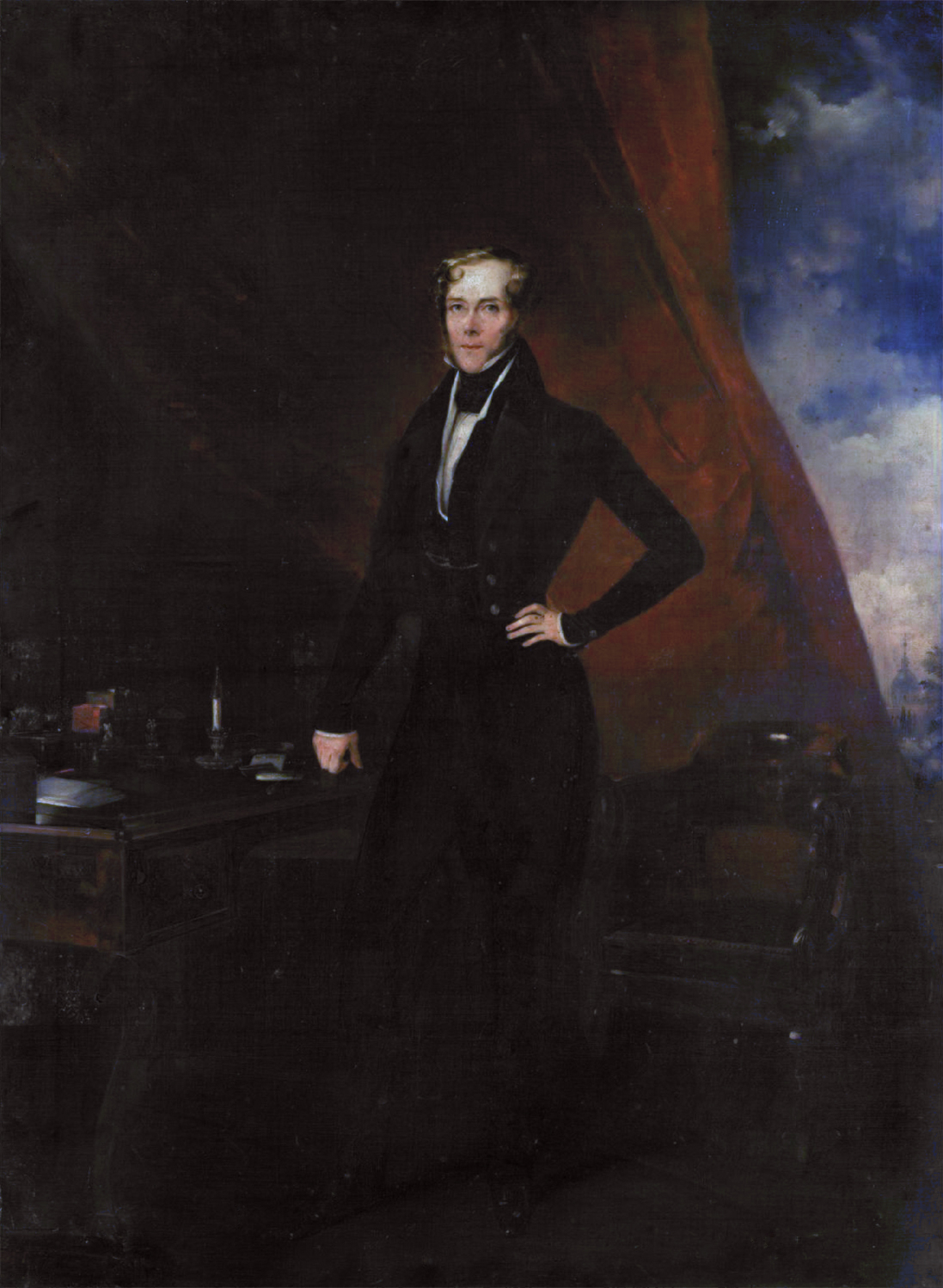
Federico de Madrazo y Rojas: George Villiers, 4. hrabě z Clarendonu, jako britský vyslanec ve Španělsku

## Místokrál v Irsku a ministr zahraničí
Po návratu ze Španělska zaujal místo ve vládě, nejprve jako lord strážce tajné pečeti a lord kancléř vévodství lancasterského (1840–1841), v dalším liberálním kabinetu byl ministrem obchodu (respektive prezidentem úřadu pro obchod; 1846–1847). V letech 1847–1852 byl místokrálem v Irsku. Proti irským emancipačním snahám vystupoval velmi přísně a i v Anglii byl kritizován, naopak královna Viktorie jeho činnost ocenila osobním projevem v parlamentu a v roce 1849 obdržel Podvazkový řád.
Ve vládních funkcích se od čtyřicátých let aktivně zabýval diplomatickou situací v Evropě a kvůli neochotě opustit kontinent odmítl opakované nabídky na post generálního guvernéra v Kanadě a Indii. Své zkušenosti plně zúročil ve funkci ministra zahraničí, kterou zastával celkem třikrát (1853–1858, 1865–1866 a 1868–1870). Projevil značné diplomatické nadání a pomáhal udržovat velmocenské postavení Británie, v roce 1856 se zúčastnil kongresu v Paříži, který ukončil krymskou válku. Zde dosáhl úspěchu mimo jiné díky přátelství s francouzskou císařovnou Evženií, s níž se znal již z doby svého působení ve Španělsku. Naopak přílišné sympatie k francouzské císařské rodině mu později uškodily a v roce 1859 se do vlády nedostal. V letech 1861–1864 byl předsedou vládní komise pro školství, ministrem se stal znovu až v roce 1864 jako lord kancléř vévodství lancasterského, ministrem zahraničí byl opět v letech 1865-1866 a 1868-1870. V této době uspěl v jednáních se Spojenými státy, naopak se mu nepodařilo prosadit britské zájmy proti Rusku ve střední Asii
Zemřel v budově ministerstva zahraničí v Londýně 27. června 1870 ve věku 70 let.

## Rodina

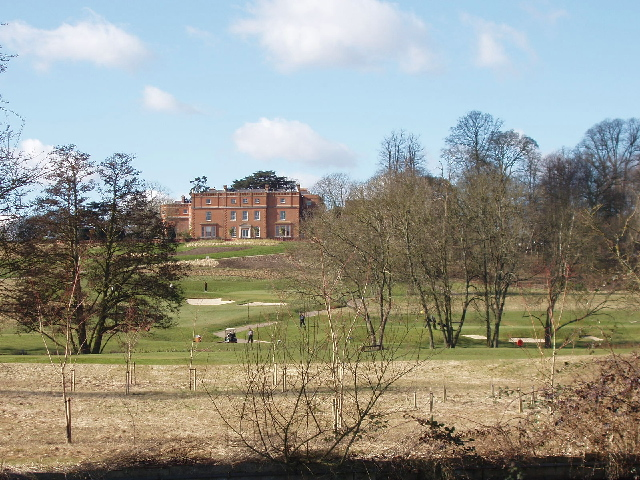
Zámek The Grove, Hertfordshire

Byl ženatý s Catherine Grimston (1810-1874), dcerou 1. hraběte z Verulamu. Z jejich manželství pocházelo osm dětí, z nichž dvě zemřely v dětském věku. Dcery se provdaly za významné osobnosti politiky (16. hrabě z Derby, 1. hrabě z Lathomu). Dědicem hraběcího titulu byl Edward Hyde Villiers, 5. hrabě z Clarendonu (1846-1914), který zastával funkci lorda nejvyššího komořího. Mladší syn Sir Francis Villiers (1852-1925) působil v diplomacii a byl vyslancem v Lisabonu a Bruselu.
Hlavním rodovým sídlem hrabat z Clarendonu byl zámek The Grove v Hertfordshire. V době 4. hraběte z Clarendonu byla hlavní budova zámku rozšířena o třetí patro a byly zde soustředěny cenné sbírky starých mistrů.